# Малая Огрязь
Малая Огрязь — река в России, протекает в Благовещенском районе республики Башкортостан. Длина реки составляет 13 км. Площадь водосборного бассейна — 49,5 км².
Начинается к востоку от села Удельно-Дуваней в липово-вязовом лесу. Течёт в юго-восточном направлении через урочище Земледелец, деревни Ошмянка 2-я и Ошмянка 1-я. Устье реки находится в 50 км по правому берегу реки Изяк на высоте 127,3 метра над уровнем моря к северу от деревни Каменная Поляна.

## Данные водного реестра
По данным государственного водного реестра России относится к Камскому бассейновому округу, водохозяйственный участок реки — Уфа от Павловского гидроузла до водомерного поста посёлка городского типа Шакша, речной подбассейн реки — Белая. Речной бассейн реки — Кама.
Код объекта в государственном водном реестре — 10010201212111100024039.